# Agrární společnost
Agrární společnost je ta společnost, jejíž ekonomika je založena na produkci a obdělávání zemědělské půdy. Obdělávání půdy je tedy jejím hlavním zdrojem bohatství. Agrární společnosti existovaly v historii po tisíce let, a nacházíme je i v dnešním světě. Agrární společnosti se dají považovat za sociální třídu s nepružnou sociální mobilitou. Jelikož půda je hlavním zdrojem bohatství, sociální hierarchie se vyvíjí na základě vlastnictví půdy.

## Historie

### Vznik agrárních společností
Agrární společnosti se začínají formovat před 6 až 8 000 lety př. n. l., kdy dochází k postupnému přechodu loveckých a sběračských skupin k usedlému způsobu života a k zajišťování potravy pomocí obdělávání půdy. Tomuto přechodu se říká neolitická revoluce, která také určuje přechod mezi obdobím mezolitu a neolitu. Jednou z příčinou k změně bylo pravděpodobně oteplování klimatu. K přechodu k zemědělství docházelo nezávisle na sobě v různých oblastech světa. V oblasti Blízkého východu se např. začíná pěstovat pšenice, v Africe čirok a ve Střední a Jižní Americe zase kukuřice.
Mohlo by se zdát, že přechod k agrárnímu způsobu života přinesl také zlepšení životních podmínek, avšak výzkumy kosterních pozůstatků ukazují, že život lovců a sběračů byl ve srovnání s prvními zemědělci delší. S přechodem od lovecko-sběračského způsobu zajišťování obživy k zemědělství se mění i celkový způsob života. Lidé se postupně usazují a vytvářejí zemědělské vesnice – vzniká agrární společnost. Tvorba stálých obydlí s sebou nese i postupné přetváření a využívání krajiny kolem sebe. Začínají se poprvé pálit cihly a také kácet stromy. S postupným vývojem zemědělských technik, které zvyšovaly zemědělskou produkci, docházelo také čím dál tím víc k rozdělení práce v rámci skupin. Vznik agrární společnosti tedy následuje i vznik prvních civilizací v oblasti úrodného půlměsíce u toků řek Eufrat a Tigris. Ve starověkých říších byla společnost velmi úzce spojena se zemědělstvím a s přírodními cykly, což se odráželo i v náboženství.

### Přechod k průmyslové společnosti
Agrární společnosti existovaly i v průběhu dalších civilizací a v jisté míře existují dodnes. S postupem času a s rozvojem průmyslových technologií se však v Evropě počty lidí pracujících v zemědělství snižovaly. Původně tak čistě agrární společnosti přirozeným vývojem přecházely ve společnosti průmyslové (též industriální společnost), tedy takové, kde se méně než polovina obyvatel zabývá zemědělskou výrobou. Tento typ společností se začal objevovat v důsledku průmyslové revoluce. Rozvinutí v industriální společnost bylo možné především díky mnoha užitečným vynálezům, jako např. parní stroj, spřádací stav a později i elektrický proud.
Kolem roku 1850 již měly všechny země západní Evropy a Spojených států více než polovinu obyvatelstva zaměstnané v jiném oboru, než bylo zemědělství. V českých zemích se v té době zemědělskou výrobou zabývalo stále ještě 80 % lidí. Díky mechanizaci se tedy výrazně snížila potřeba lidské pracovní síly. K tomu zároveň přispěly i nové poznatky v oblasti zemědělství – lepší hospodaření s půdou, šlechtění plodin a účinnější likvidace škůdců. V průběhu 20. století se pak snížila nutnost lidí vykonávat náročné práce, jako setí a sklízení, rozšířením traktorů v zemědělství. Díky mechanizaci bylo možné tyto úkony provádět rychleji a efektivněji.
Agrární společnosti dnes najdeme především v rozvojových zemích, kde je obdělávání půdy stále hlavním zdrojem obživy. Mezi tyto země patří například Bangladéš, Uganda, Demokratická republika Kongo, Etiopie, Ghana, Keňa, Madagaskar a další.